# 妙林寺 (埼玉県三芳町)
妙林寺（みょうりんじ）は、埼玉県入間郡三芳町にある日蓮宗の寺院。

## 歴史
1981年（昭和56年）、慈承院日林によって開山された。日林は日蓮宗の霊跡寺院である龍口寺（神奈川県藤沢市）の第10世住職であり、1966年（昭和41年）に同県北足立郡大和町（現・和光市）の妙典寺の境外墓地として設立された。
そして1981年（昭和56年）に、「日蓮聖人御入滅第七百年遠忌報恩事業」として妙典寺から分離独立を果たしている。

## 交通アクセス
- 路線バス富家病院停留所より徒歩21分。